# Sarchapet
Sarchapet (in armeno Սարչապետ?) è un comune di 2 109 abitanti (2008) della Provincia di Lori in Armenia.